# 格罗莫讷区
格罗莫讷区（法語：Arrondissement de Gros-Morne）是海地的區，位於該國西部，由阿蒂博尼特省負責管轄，面積1,008.2平方公里，海拔高度304米，2015年人口230,339，人口密度每平方公里228.5人。